# Tarachina occidentalis
Tarachina occidentalis es una especie de mantis de la familia Iridopterygidae.

## Distribución geográfica
Se encuentra en Burkina Faso, Guinea, Camerún y  Senegal.